# Мазрае-є Афарінеш
Мазрае-є Афарінеш (перс. مزرعه افرينش) — село в Ірані, у дегестані Гамзеглу, у Центральному бахші, шагрестані Хомейн остану Марказі. За даними перепису 2006 року, його населення становило 0 осіб.

## Клімат
Середня річна температура становить 12,80 °C, середня максимальна – 31,74 °C, а середня мінімальна – -9,10 °C. Середня річна кількість опадів – 221 мм.
| Клімат поселення                              | Клімат поселення | Клімат поселення | Клімат поселення | Клімат поселення | Клімат поселення | Клімат поселення | Клімат поселення | Клімат поселення | Клімат поселення | Клімат поселення | Клімат поселення | Клімат поселення | Клімат поселення |
| Показник                                      | Січ.             | Лют.             | Бер.             | Квіт.            | Трав.            | Черв.            | Лип.             | Серп.            | Вер.             | Жовт.            | Лист.            | Груд.            |                  |
| Середній максимум, °C                         | 10,00            | 11,34            | 16,51            | 20,58            | 24,84            | 29,87            | 31,74            | 31,21            | 27,65            | 21,97            | 15,88            | 9,61             |                  |
| Середня температура, °C                       | 0,45             | 1,79             | 6,96             | 11,02            | 15,27            | 20,31            | 25,04            | 24,49            | 20,95            | 15,25            | 9,16             | 2,90             |                  |
| Середній мінімум, °C                          | −9,1             | −7,75            | −2,59            | 1,46             | 5,72             | 10,75            | 18,32            | 17,79            | 14,24            | 8,54             | 2,46             | −3,8             |                  |
| Норма опадів, мм                              | 37               | 35               | 40               | 27               | 18               | 2                | 2                | 1                | 0                | 7                | 21               | 31               |                  |
| Середньомісячна швидкість вітру, м/с          | 1.80             | 1.97             | 3.22             | 3.18             | 2.64             | 2.49             | 2.43             | 2.28             | 2.17             | 1.98             | 1.98             | 1.84             |                  |
| Середньомісячна сонячна радіація, кДж/м²·день | 9562             | 12919            | 15344            | 18640            | 22612            | 26837            | 25831            | 24396            | 21470            | 16126            | 11376            | 9260             |                  |
| --------------------------------------------- | ---------------- | ---------------- | ---------------- | ---------------- | ---------------- | ---------------- | ---------------- | ---------------- | ---------------- | ---------------- | ---------------- | ---------------- | ---------------- |
| Джерело:                                      |                  |                  |                  |                  |                  |                  |                  |                  |                  |                  |                  |                  |                  |